# Son Ah-seop
Dans ce nom coréen, le nom de famille, Son, précède le nom personnel.
Son Ah-seop (né le 18 mars 1988) est un joueur sud-coréen de baseball.

## Carrière

### KBO
Joueur de champ extérieur, il évolue depuis 2007 dans l'Organisation coréenne de baseball (KBO) pour les Lotte Giants.
Après 9 saisons, de 2007 à 2015, Son affiche une moyenne au bâton de ,323 et une moyenne de présence sur les buts de ,398 pour les Giants. Il est reconnu comme un joueur qui se rend fréquemment sur les buts et est peu retiré sur trois prises.
En 2015, Son demande aux Giants la permission de s'absenter pour se rendre au chevet de son père, ce que le club lui refuse. Il prend donc la route pour un voyage avec l'équipe, durant lequel son père meurt. Les Giants essuient des critiques pour leur refus d'accorder une permission à leur joueur.
En novembre 2015, les Lotte Giants soumettent les services de Son aux 30 clubs professionnels de la Ligue majeure de baseball qui peuvent participer à une enchère pour tenter de le mettre sous contrat. L'agence Yonhap rapporte cependant qu'aucune équipe n'a soumis d'offre aux Giants, malgré l'intérêt que l'on prêtait notamment aux Orioles de Baltimore.

### Carrière internationale
Il remporte la médaille d'or en baseball avec l'équipe nationale de Corée du Sud aux Jeux asiatiques de 2014 à Incheon. 
Il participe aussi à la Classique mondiale de baseball 2013.